# Ranelagh (Argentinien)

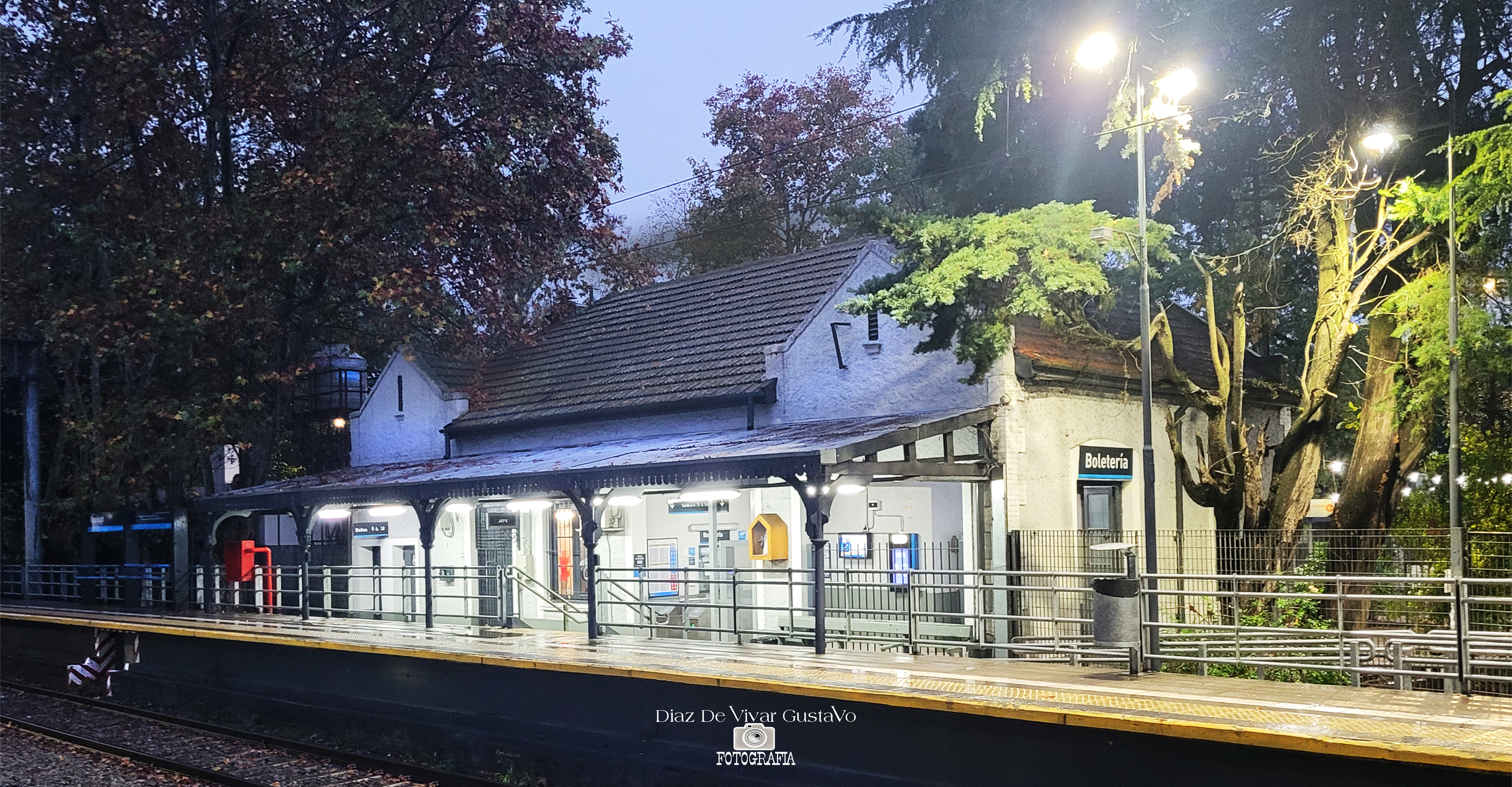
Die Eisenbahnstation von Ranelagh, die die Basis für die gleichnamige Stadt bildete

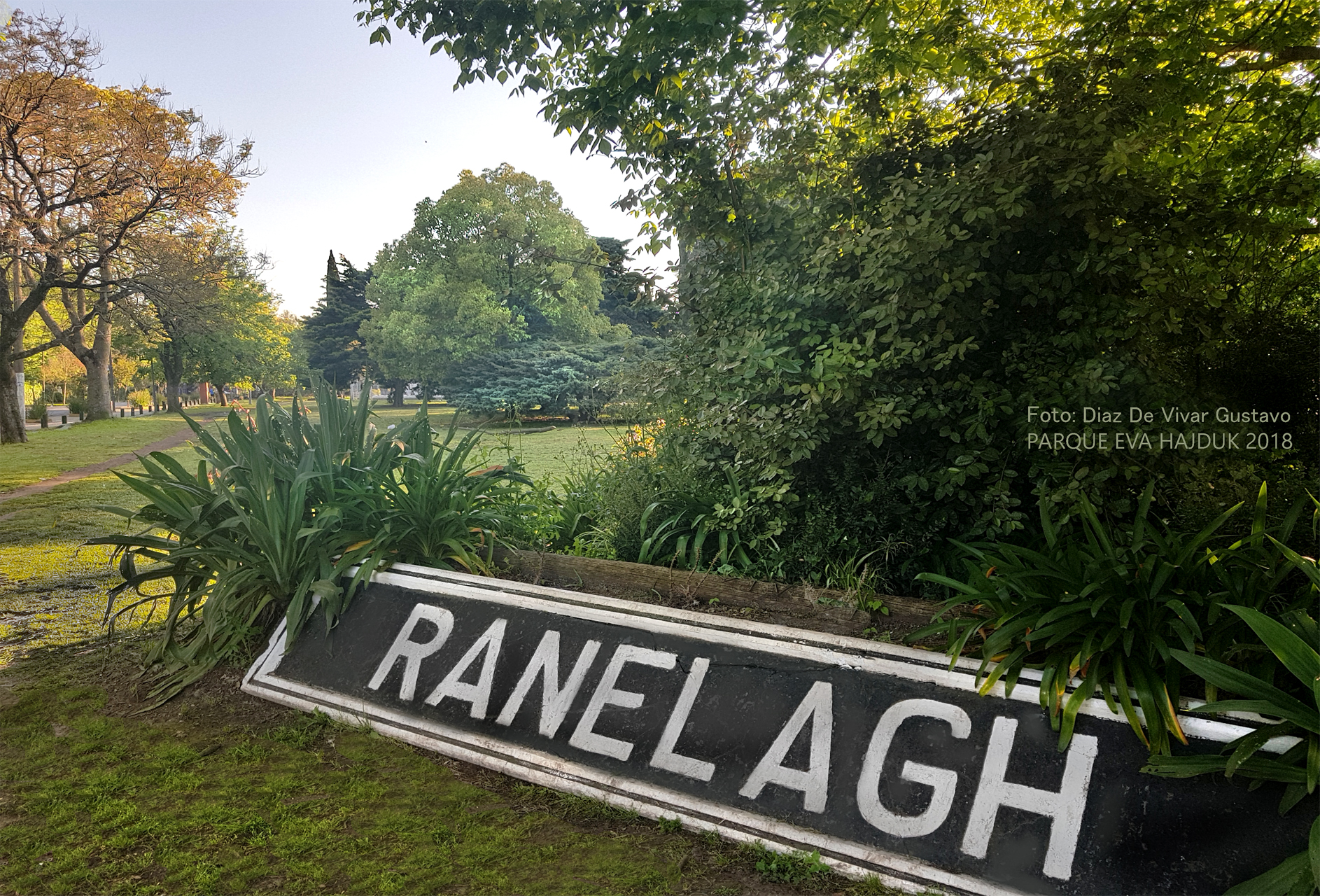
Ortsschild im unweit der Bahnstation gelegenen
„Parque Eva Hajduk“

Ranelagh ist eine Stadt im Partido Berazategui im Norden der Provinz Buenos Aires in Argentinien. Sie befindet sich zwischen der Hauptstadt Buenos Aires im Westen und der Stadt La Plata im Osten.

## Herkunft des Namens
Als Namensgeber fungierten die Ranelagh Gardens in London.
Als 1982 der Falklandkrieg ausbrach, wollte die argentinische Militärregierung den Namen von Ranelagh wegen seiner britischen Herkunft in Capitán Giaccino (der Hauptmann war das erste Kriegsopfer auf Seiten der Argentinier) ändern, sah davon aber wieder ab, nachdem sich ein massiver Widerstand der Anwohner gegen dieses Vorhaben gebildet hatte.

## Geschichte
Ranelagh ist eine noch relativ junge Stadt, deren Anfänge auf das Jahr 1911 zurückgehen, als im Rahmen der von der Ferrocarril del Sur, der Eisenbahngesellschaft des Südens, erbauten Bahnstrecke von Berazategui nach Bosques die Bahnhöfe Villa España und Ranelagh angelegt wurden.
Mit der Anlage des Bahnhofs Ranelagh war die Absicht verbunden, eine Ortschaft zu errichten. In den nächsten beiden Jahren wurden zehn Wohnhäuser erbaut, von denen einige noch erhalten sind und das Stadtzentrum auf beiden Seiten der Bahngleise bilden. Zur selben Zeit wurde in Ranelagh ein erstes Polizeirevier eröffnet, das in der Anfangszeit in einem auf dem Rangierbahnhof abgestellten Eisenbahnwaggon untergebracht war. 1915 wurde ein Postamt von Ranelagh eröffnet, das zunächst im Büro des Bahnhofsvorstehers Francisco Vidaurreta untergebracht war, dem in der Anfangszeit auch die Aufgabe oblag, den Postdienst zu regeln. 1916 wurde die erste Schule eröffnet.
Mit dem Ziel, den jungen Ort aufzuwerten, wurde zu Beginn der 1920er-Jahre der noch heute genutzte Golfplatz angelegt, den der 1852 gegründete prestigeträchtige Club del Progreso im Jahr 1924 erwarb. 1926 wurde das Clubhaus eröffnet und 1938 folgte die Umbenennung zum noch heute unter dieser Bezeichnung firmierenden 
Ranelagh Golf Club.
Am Sonntag, dem 24. Mai 1936 wurde der Grundstein für die Kapelle Nuestra Señora de la Merced gelegt, in der am 1. Januar 1938 der erste Gottesdienst abgehalten wurde. Am 2. Juni 1941 gründete der Erzbischof von La Plata die Pfarrei Ranelagh, die die Ortschaften Ranelagh, Villa España und Villa Giambruno umfasst.
1958 wurde um den Bahnhof Ranelagh ein Park errichtet, der seit 1985 nach der ein Jahr zuvor verstorbenen Eva Hajduk benannt ist, die als Hauptinitiatorin der Parkanlage gilt.
1967 erhielt Ranelagh Stadtrechte, 1975 wurde der städtische Parkfriedhof eröffnet und 1994 das örtliche Krankenhaus unter der Bezeichnung Hospital Evita Pueblo Berazategui eingeweiht.

## Industrie
Die 1951 in der Bundeshauptstadt gegründete Firma Zucamor – ein Produzent von Wellpappe und Verpackungsmaterial auf Papierbasis für die Kartonverarbeitung – ließ sich 1953 in Ranelagh nieder. 1958 wurde eine Coca-Cola-Abfüllanlage in Ranelagh eröffnet.

## Persönlichkeiten
Der berühmteste Anwohner war der Golfspieler Roberto DeVicenzo, der zu den fünf „größten Sportlern Argentiniens im 20. Jahrhundert“ gewählt wurde und 2017 im Alter von 94 Jahren in Ranelagh verstarb. Sein lebenslanger Verein hat den Golfplatz postum nach seinem berühmtesten Mitglied benannt (Campo de Golf Roberto De Vicenzo) und ihm auf dem Vereinsgelände ein lebensgroßes Denkmal gewidmet.
Eine weitere bekannte Anwohnerin ist die ehemalige argentinische Hockeynationalspielerin Mariné Russo, die die Hockey-Weltmeisterschaft in den Jahren 2002 und 2010 gewann. Sie wuchs bereits in Ranelagh auf und lebte dort auch noch im Alter von 30 Jahren.